# British Columbia Highway 91A
Der Highway 91A in British Columbia, Kanada, ist lediglich 7 km lang. Er führt als Zubringer aus New Westminster zum Highway 91 nach Richmond. Bis zum Bau des westlichen Teils von Highway 91 führte dieser über die Route von Highway 91 nach New Westminster. Die Route quert den nördlichen Arm des Fraser Rivers über die Queensborough Bridge.